# Цусмарсгаузен
Цусмарсгаузен (нім. Zusmarshausen) — громада в Німеччині, знаходиться в землі Баварія. Підпорядковується адміністративному округу Швабія. Входить до складу району Аугсбург.
Площа — 68,72 км2. Населення становить 6420 ос. (станом на 31 грудня 2020).